# Jerry Goyen
Jerry Goyen (* 12. Mai 1941; † März 1981) war ein US-amerikanischer Skispringer.

## Werdegang
Goyen startete bei der Vierschanzentournee 1963/64 zu seinem ersten und einzigen internationalen Turnier. Nach einem 55. Platz auf der Schattenbergschanze in Oberstdorf konnte er in der Folge diese Leistung noch steigern. In Garmisch-Partenkirchen auf der Großen Olympiaschanze ging Goyen nicht an den Start. Auf der Bergiselschanze in Innsbruck sprang er auf den 34. Platz. Die Tournee beendete er mit dem 22. Platz auf der Paul-Außerleitner-Schanze in Bischofshofen und erreichte damit Rang 27 in der Tournee-Gesamtwertung.

## Erfolge

### Vierschanzentournee-Platzierungen
| Saison  | Platz | Punkte |
| ------- | ----- | ------ |
| 1963/64 | 27.   | 731,9  |